# Calcioaravaipaite
La calcioaravaipaite è un minerale.